# Princeton (Kansas)
Princeton és una població dels Estats Units a l'estat de Kansas. Segons el cens del 2000 tenia 317 habitants.

## Demografia
Segons el cens del 2000, Princeton tenia 317 habitants, 111 habitatges, i 88 famílies. La densitat de població era de 360 habitants/km².
Dels 111 habitatges en un 45% hi vivien nens de menys de 18 anys, en un 65,8% hi vivien parelles casades, en un 9,9% dones solteres, i en un 20,7% no eren unitats familiars. En el 18,9% dels habitatges hi vivien persones soles el 9% de les quals corresponia a persones de 65 anys o més que vivien soles. El nombre mitjà de persones vivint en cada habitatge era de 2,86 i el nombre mitjà de persones que vivien en cada família era de 3,19.
Per edats la població es repartia de la següent manera: un 33,4% tenia menys de 18 anys, un 9,5% entre 18 i 24, un 29,3% entre 25 i 44, un 18,3% de 45 a 60 i un 9,5% 65 anys o més.
L'edat mediana era de 32 anys. Per cada 100 dones de 18 o més anys hi havia 95,4 homes.
La renda mediana per habitatge era de 33.333 $ i la renda mediana per família de 36.042 $. Els homes tenien una renda mediana de 26.607 $ mentre que les dones 20.139 $. La renda per capita de la població era d'11.698 $. Entorn del 4,9% de les famílies i el 8,5% de la població estaven per davall del llindar de pobresa.

## Poblacions més properes
El següent diagrama mostra les poblacions més properes.